# 住吉駅 (熊本県)
住吉駅（すみよしえき）は、熊本県宇土市住吉町にある、九州旅客鉄道（JR九州）三角線（あまくさみすみ線）の駅である。

## 歴史
九州鉄道により現在の三角線が開通した当初から存在する駅である。

### 年表
- 1899年（明治32年）12月25日：九州鉄道（初代）が開設[3][2]。
- 1907年（明治40年）7月1日：九州鉄道（初代）が国有化され、帝国鉄道庁が所管[3]。
- 1961年（昭和36年）10月1日：貨物取扱廃止[2]。
- 1973年（昭和48年）10月16日：業務委託駅となる[4]。
- 1984年（昭和59年）2月1日：荷物扱い廃止[2]。
- 1986年（昭和61年）11月1日：無人駅となる[5]。
- 1987年（昭和62年）4月1日：国鉄分割民営化により、九州旅客鉄道が継承[3][2]。
- 2007年（平成19年）2月：構内踏切の警報機が更新される。
- 2015年（平成27年）3月14日：ダイヤ改正でプラットホームに「のりば番号」を新設。

## 駅構造
相対式ホーム2面2線を有する地上駅。互いのホームは構内踏切で連絡している。かつては、木造の駅舎があったが、平成になり台風被災で倒壊し撤去された。
各ホームには待合所が設けられており、うち熊本方面ホーム上のものには自動券売機が1台設置されている。無人駅だが、繁忙期のみ社員が派遣され、特別改札を実施する事がある。
8両編成まで対応の長いホームや、駅前の旅館跡の民家などかつての繁栄をしのばせるものがある。

### のりば
| のりば | 路線              | 方向 | 行先           | 備考         |
| ------ | ----------------- | ---- | -------------- | ------------ |
| 1      | ■あまくさみすみ線 | 下り | 三角方面       | （駅舎跡側） |
| 2      | ■あまくさみすみ線 | 上り | 宇土・熊本方面 | （国道口側） |

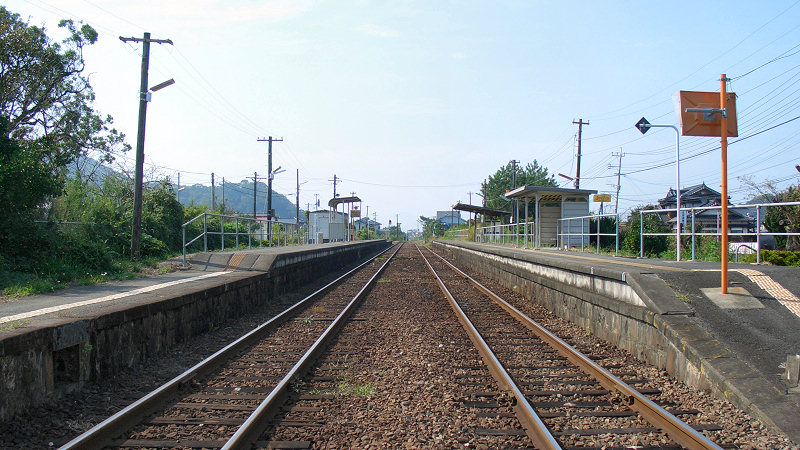
ホーム（2006年10月）
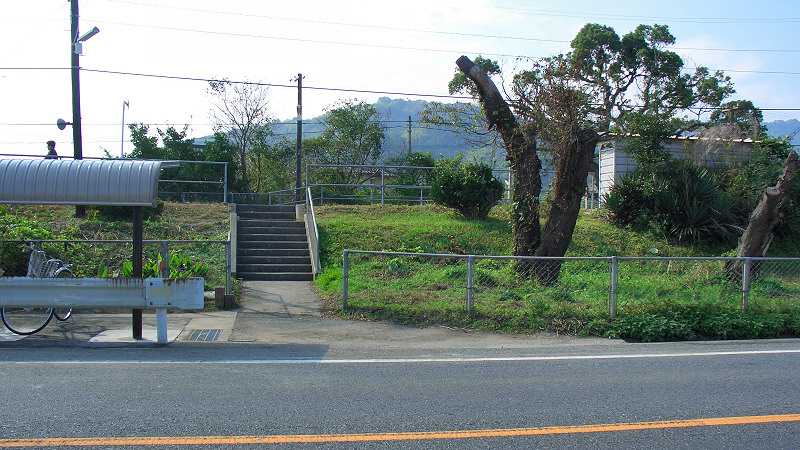
国道側にある駅裏の入口

## 駅周辺
周辺には田圃が広がっているが、国道沿いなどには住宅が点在する。北側は干拓によって造成された土地である。また、北側の国道上には産交バスの住吉駅前バス停があり、熊本市方面と天草方面を結ぶ快速バス「あまくさ号」が利用できるほか、三角駅方面と宇土駅方面を結ぶ路線（普通便）を利用できる。
- 国道57号[1]
- 網津郵便局
- 住吉漁業協同組合
- 住吉自然公園
- 住吉神社 (宇土市)
- 風流島
- 長部田海床路
  - 住吉海岸公園 - 同園内にONE PIECE 熊本復興プロジェクトにて登場キャラ「ジンベエ」の銅像が置かれている）
- あじさいの湯

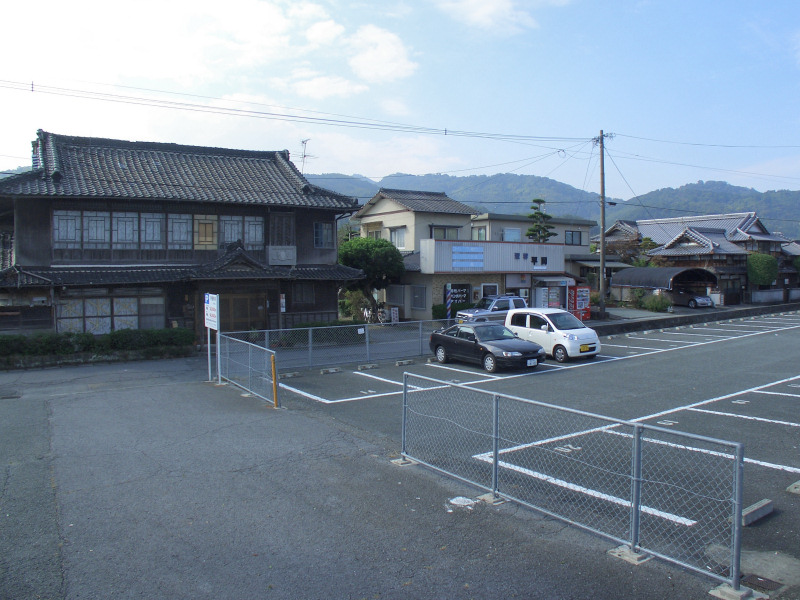
駅前
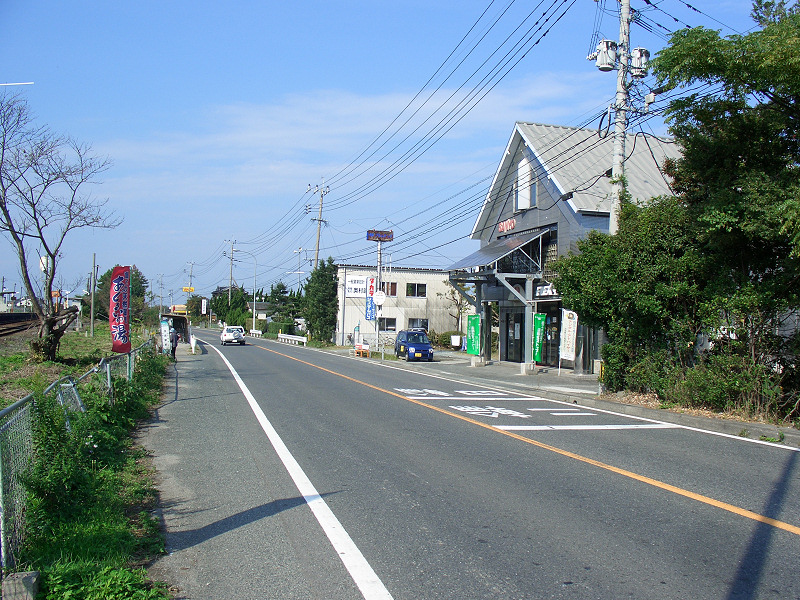
駅裏

## バス路線
駅の南北に2か所「住吉駅前」停留所がある。
| 停留所名           | 運行事業者                 | 行先 | 備考                                             |
| 駅北（国道57号）側 | 駅北（国道57号）側         | 駅北（国道57号）側                                                                                                   | 駅北（国道57号）側                               |
| ------------------ | -------------------------- | --- | ------------------------------------------------ |
| 住吉駅前           | 産交バス                   | AM・快速あまくさ号：熊本桜町バスターミナル（宇土駅東口、熊本駅経由）AM・快速あまくさ号：本渡・産交車庫前（松島経由） | 本渡行き、土日祝日の日中便は三角産交経由便あり。 |
| 住吉駅前           | 産交バス                   | 三角・宇土駅線：宇土駅前三角・宇土駅線：三角産交                                                                     | 日曜祝日は運休                                   |
| 駅南（駅舎跡）側   |                            | |                                                  |
| 住吉駅前           | 宇土市ミニバス・のんなっせ | 網津・緑川線：宇土市役所・宇土駅（西口）行き網津・緑川線：網津支所・赤木（赤木防火水槽）行き                         | 毎週月曜・木曜・金曜運行。                       |

## その他
- 兵庫県神戸市のJR西日本東海道本線（JR神戸線）に同名の住吉駅があり、JRには住吉駅という駅が二つあることとなる。両駅を区別するため、一部の切符では、この駅を「（三）住吉」と表示する。

## 隣の駅
九州旅客鉄道（JR九州）
■あまくさみすみ線（三角線）
緑川駅 - 住吉駅 - 肥後長浜駅